# Famille de Villebois-Mareuil
La famille de Villebois-Mareuil,  anciennement de Villebois, est une famille de la noblesse française éteinte en France en 1924 et dont les sources indiquent une descendance aux Pays-Bas.

## Histoire
Le Grand armorial de France donne une filiation noble pour cette famille depuis l'année 1489; le mariage de Cathérine de Segonzac avec François, chevalier de Mareuilh et de Villebois, confirmant l'appartenance à la maison de Mareuil et de Villebois, qui remonte vers Hugues de Mareuil en 1180,,.
Selon une autre notice parue dans l'Intermédiaire des chercheurs et curieux, Jean de Villebois, époux de Jeanne Henry était le fils de Jean de Villebois, marchand et bourgeois de Bordeaux vivant en 1550. 
Son fils Jean de Villebois, marié à Marie Buteau fut le père de Jean de Villebois, qualifié de noble homme, maître, receveur des finances en Champagne, père de Louis de Villebois « escholier juré », étudiant à Paris en 1600.
Le dossier de Villebois contenu dans les Carrés de d'Hozier ne remonte pas la filiation de la famille de Villebois au delà de Jean de Villebois marié à Jeanne Henry. Mais plusieurs proces dont au cour d'Aydes à Paris en 1668 confirment explicitement leur appartenance à la famille de Villebois-Mareuil.
Anne-Pierre de Villebois, marié en 1682 à Louise de Villers, est reconnu noble de race en 1678, Jean-Jacques de Villebois, écuyer, seigneur de Volotein, marié en 1642 à Charlotte-Denise Chaufourneau est déchargé noble en 1660 et condamné par défaut en 1668, son fils, Pierre-Gabriel de Villebois, président-trésorier de France à Alençon est reconnu noble de race en 1678.
Pierre-Marie-Maurille de Villebois-Mareuil, chevalier de Saint Lazare, seigneur de la Gillière, est inscrit au nombre des membres de l'ordre de la noblesse des cinq sénéchaussées de la province d'Anjou, qui ont prêté serment, suivant le procès-verbal de l'assemblée générale signé en mars 1789 par le comte de la Gallissonnière.
Les Villebois s'éteignent en France avec Georges de Villebois-Mareuil, mort en 1900 et son frère Christian de Villebois-Mareuil mort en 1924.

## Personnalités
- Pierre-Gabriel de Villebois (1684-1732), directeur général des fermes au département d'Anjou, Bretagne et Poitou[2]
- Pierre François Gabriel de Villebois (1732-1788), fils du précédent,  dit le comte de Mareuil de Villebois, maréchal de camp en 1785, gouverneur de Guyane de 1787 à 1788[2],[9]
- Félix de Villebois (1789-1872), conseiller municipal de Laval, maire de Grez-en-Bouère, conseiller général de la Mayenne, écrivain
- Georges de Villebois-Mareuil (1847-1900), général, écrivain. Il reste principalement connu pour son engagement aux côtés des Boers contre l'armée britannique lors de la seconde guerre des Boers.
- Christian de Villebois-Mareuil (1852-1924), maire de Grez-en-Bouère, conseiller général de la Mayenne (1886-1892), député (1906-1914), journaliste

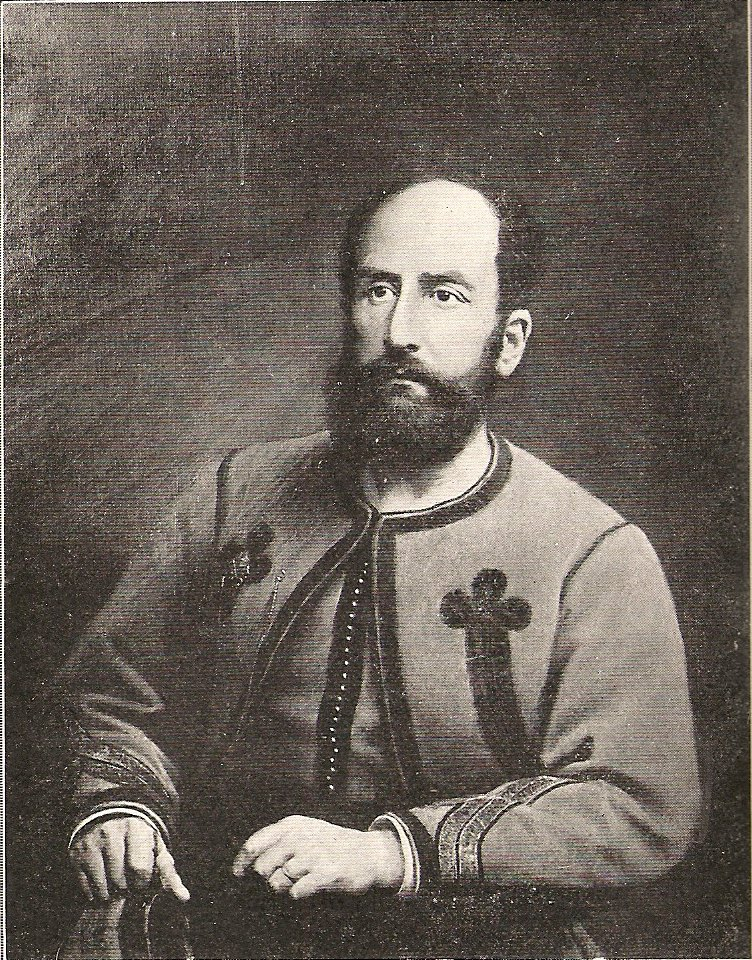
Raymond de Villebois-Mareuil
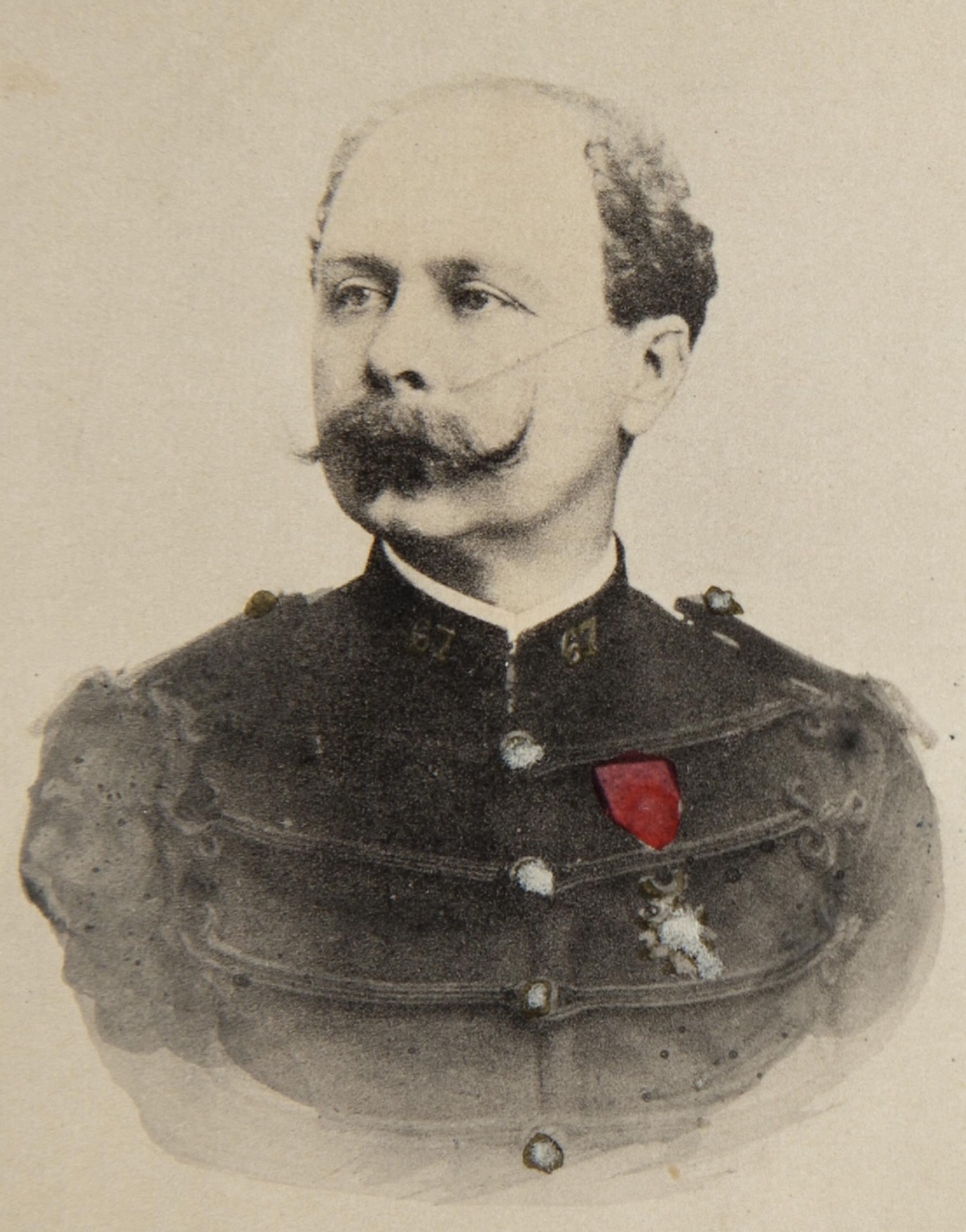
Georges de Villebois-Mareuil (1847-1900)
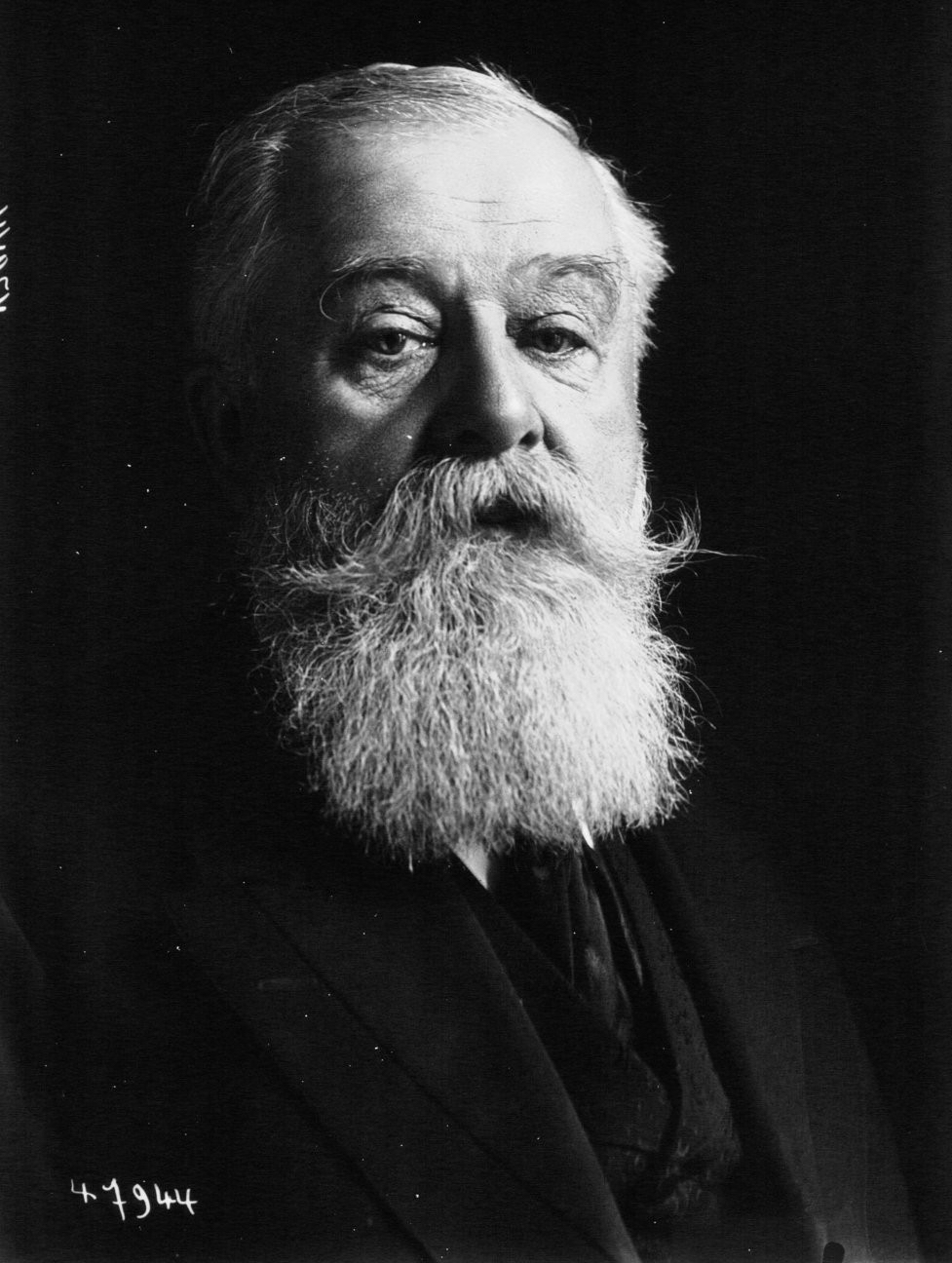
Christian de Villebois-Mareuil (1852-1924)

## Armes
D'azur au château d'argent surmonté d'un arbre d'or accompagné en chef à dextre d'une mouche aussi d'or et à senestre d'une hure de sanglier d'argent.

## Titres
- Des membres de la famille de Villebois ont porté le titre de courtoisie de comte de Mareuil de Villebois[10].
- Pierre-Marie-Maurille de Villebois-Mareuil (1756-1829), capitaine de dragons en 1789 et conseiller général de Maine-et-Loire, est créé baron de l'empire sur institution de majorat par lettres patentes du 19 janvier 1811[11].

## Propriétés
- Château de la Guenaudière (Grez-en-Bouère)
- Château de la Morlière (Saint-Denis-d'Anjou)
- Château de La Ferrière-de-Flée (Segré-en-Anjou Bleu)
- Château du Bois-Corbeau (Saint-Hilaire-de-Loulay)

## Alliances
Les principales alliances de la famille sont : de Ségonzac (1489), Henry, Raguin (1549), de Saint-Yon (1592), de Longueval, de Riche (1622), de Villers (1682),  Chaufourneau (1642), Perrin (1681),  Gohory de La Tour (1730), Bardet des Gléreaux (1755),  Le Roy de La Potherie (1788), Foucaud de Vauguyon (1819), Bonnin de La Bonninière de Beaumont (1828), de Clervaux (1856),  Bernard de La Barre de Danne, de Cornulier de La Lande (1845), Estrangin, Gautier de Charnacé (1878).

## Famille van der Does de Willebois (Pays-Bas)
Une famille néerlandaise van der Does de Willebois est donnée comme issue de cette famille par le Bureau Central de la Généalogie de la noblesse de l'état Néerlandais et certains auteurs Belge.
Selon les Annales du Congrès archéologique et historique de Belgique la famille van der Does de Willebois aux Pays-Bas est une famille d'origine française qui s'est fixée en Hollande à l'époque de la révolution française.
Une notice du Bulletin : histoire et archéologie Flandre, Tournaisis, Cambrésis, Hainaut, Artois de 1920 pose l'hypothèse qu'un dénommé Louis Willebois établi à la Hamaide en Hainaut (Belgique) et marié à Marie Haillet, pourrait être le même que Louis de Villebois, conseiller du roi, receveur général des sièges présidiaux de la province de Champagne par brevet du 6 juillet 1611, fils de Jean de Villebois, écuyer, mort le 14 septembre 1610, aussi conseiller du roi, receveur général des sièges présidiaux de la province de Champagne.
Selon L'Annuaire de la noblesse de Belgique de 1879, la famille de Villebois, originaire de France, a eu des branches dans les Pays-Bas, en Russie et en Angleterre. Pierre-Joseph de Willebois et Adrienne-Cornélie Marie van der Does, eurent pour fils Pierre-Joseph-Auguste-Marie van der Does de Willebois, né à Bois-le-Duc le 17 février 1816, docteur en droit, successivement procureur général aux cours d'appel d'Arnhem et de Bois-le-Duc, commissaire du roi dans le duché de Limbourg et ministre des affaires étrangères, d'où postérité.
Cette famille de Willebois fixée à Bois-Le-Duc aux Pays-Bas a des armes différentes qui sont d'or à la bande de sable, chargée de trois ancres d'argent.
Les auteurs du Grand Armorial de France (1948) ne mentionnent pas une branche de la famille de Villebois établie aux Pays-Bas.